# The Sims Deluxe Edition
The Sims Delux Edition er en sammenpakning af computerspil, der er udgivet i 2002. The Sims Delux Edition omfatteder computerspillet "The Sims" samt udvidelsespakken "The Sims Living Large". Derudover findes der også nyt indhold der bl.a. inkluderer 25 nye objekter, 50 stykker nyt tøj og The Sims Creator. Selvom det blev frigivet efter The Sims: Vacation, medtager den ikke nogen elementer, som blev indført i The Sims: Hot Date.